# هالدور هالدرسون
هالدور هالدرسون (انگلیسی: Haldor Halderson; ۷ ژانویهٔ ۱۸۹۸ – ۱ اوت ۱۹۶۵) بازیکن هاکی روی یخ اهل کانادا بود.
وی همچنین برندهٔ جوایزی همچون جام استنلی شده‌است.